# ربيع المجيدي
ربيع المجيدي سياسي تونسي، يشغل منصب وزير النقل في حكومة نجلاء بودن منذ 2021، عمل سابقًا مستشارًا للمصالح العمومية، وسبق أن كُلّف بمهام كاهية مدير إدارة مركزية بمصالح مستشار القانون والتشريع برئاسة الحكومة، وكان خبيرا في القانون مع برنامج الأمم المتحدة الإنمائي.